# Grupo Aéreo Naval de Misawa
El Grupo Aéreo Naval de Misawa (三澤海軍航空隊 Misawa Kaigun Kōkūtai?) fue un grupo aéreo de la Armada Imperial Japonesa. Creada como una unidad operacional (実戦部隊 Jissen butai?) de aviones de ataque a tierra, participó activamente durante la Guerra del Pacífico en misiones de reconocimiento y bombardeo. El 1 de noviembre de 1942 la unidad fue renombrada como el 705.º Grupo Aéreo Naval (第七〇五海軍航空隊 Dai Nana-Maru-Go Kaigun Kōkūtai?).

## Historia operacional

### Inicios

#### 1942
El Grupo Aéreo Naval de Misawa fue creado el 10 de febrero de 1942 en el aeródromo de Kisarazu, bajo el mando del Distrito de Guardia de Ōminato para la defensa aérea de la zona norte de Japón. Aunque el personal era entrenado en Kisarazu, la unidad operaba desde el aeródromo de Misawa. El 1 de abril fue transferido a la 26.ª Flotilla Aérea, contando con un total de 26 bombarderos medios Mitsubishi G4M. El 18 de ese mismo mes, tras la Incursión Doolittle, 12 aparatos del Grupo Aéreo de Misawa participaron en las labores de reconocimiento.
El 6 de abril, 9 aparatos del grupo fueron enviados a la Isla Wake como parte de los preparativos de la ofensiva sobre Midway. Sin embargo, el desastre en la Batalla de Midway canceló el avance, por lo que el destacamento del Grupo Aéreo de Misawa fue utilizado como patrulla aérea en caso de una contraofensiva. Entre el 10 y el 27 de julio, el grupo fue enviado a Saipán para apoyar las operaciones desde Rabaul y asegurar el tránsito naval en la zona interior del Pacífico Sur. Sin embargo, Estados Unidos realizó un desembarco sorpresa en Tulagi el 7 de agosto, y ante el temor del Cuartel General Imperial de una contraofensiva aliada en las Islas Salomón, el Grupo Aéreo de Misawa fue enviado de inmediato a Rabaul.

### Rabaul

#### 1942
Los primeros efectivos del Grupo Misawa llegaron a Rabaul el 8 de agosto, un destacamento de avanzadilla compuesto por 9 bombarderos que realizaron una incursión en Tulagi el mismo día. Las fuerzas aéreas alidadas respondieron con una incursión sobre Rabaul el 20 de agosto, destruyendo dos G4M Betty en pista. Desde el 29 de agosto, el Grupo de Misawa bombardeo de forma continua las posiciones enemigas en Guadalcanal. El 7 de septiembre, realizan la primera incursión sobre Port Moresby, iniciando luego operaciones de ataque naval sobre convoyes aliados a Guadalcanal. El 12 de septiembre suministraron apoyo aéreo durante la fallida ofensiva del Destacamento Kawaguchi, participando posteriormente en acciones similares junto al 17.º Ejército durante la Batalla por el Campo Henderson. 
El 1 de noviembre, el grupo es renombrado como el 705.º Grupo Aéreo Naval (第七〇五海軍航空隊 Dai Nana-Maru-Go Kaigun Kōkūtai?), y desde el 5, comienzan a realizar misiones de escolta al denominado Tokyo Express. El 1 de diciembre, se ve reforzado con los aparatos y el personal restante del recientemente disuelto 707.º Kokutai.

#### 1943
En enero de 1943, el alto mando japonés comienza las operaciones para la evacuación de Guadalcanal, por lo que el 705.º Kokutai se dedica a misiones de patrulla aérea. El 30 de enero, participan en la Batalla de la Isla Rennell, bombardeando a la fuerza naval aliada junto con el 701.º Kokutai. 
El 1 de abril se pone en marcha la Operación I-Go, siendo el 705.º Kokutai destinado al ataque "Y" sobre Nueva Guinea. El 12 y el 14, 43 bombarderos medios del 705.º Kokutai y del 751.º Kokutai bombardean Port Moresby. 
El 18 de abril, los dos bombarderos medios derribados durante la Operación Vengeance y que resultó en la muerte de Isoroku Yamamoto eran del 705.º Kokutai. 
A partir de mayo, el grueso del grupo permaneció en Rabaul, mientras que un pequeño destacamento fue retirado a Tinian. Los efectivos con base en Rabaul continuaron las operaciones ofensivas en Nueva Guinea y Salomón junto con el 701.º Kokutai. En agosto del 43, y ante la certeza de una próxima ofensiva aliada sobre las Islas Marshall, el 705.º Kokutai fue destinado a Tinian para apoyar al 755.º Kokutai.

### Pacífico Sur

#### 1943
Con base en Tinian, fueron incorporados en la 25.ª Flotilla Aérea el 1 de septiembre de 1943. Un destacamento de 18 aviones fue destinado al aeródromo de Luotto en Kwajalein, llegando el 4 de septiembre directamente desde Rabaul, con el objetivo de patrullar las aguas adyacentes a las Marshall. El 18 se completó el despliegue del grueso del grupo en Tinian. El 4 de octubre, el destacamento de Luotto regresaría a Tinian. 
El despliegue del 705.º Kokutai en las Marshall fue en vano. Paralelamente a sus operaciones en el Pacífico Sur, la Eastern Fleet británica había comenzado a mostrarse muy activa en el Océano Índico, una zona en la que las fuerzas japonesas andaban escasos de aparatos capaces de efectuar patrullas de larga distancia. Por tanto, se tomó la decisión de enviar al 705.º Kokutai a Sumatra. Esta decisión salvó posiblemente muchas vidas de entre los hombres del kokutai, ya que tras la contraofensiva japonesa de enero en las Marshall, el 705.º Kokutai fue aniquilado. 

### Océano Índico

#### 1943
Fueron asignados el 15 de octubre a la 28.ª Flotilla Aérea, parte de la 13.ª Flota Aérea. El 5 de noviembre, un destacamento de avanzadilla compuesto por 12 aparatos llega a la base de Padang, en Sumatra. Para el 27 de noviembre, el grupo contaba ya con todos sus efectivos, 48 bombarderos medios repartidos entre el aeródromo de Padang y el de Yogyakarta, en la Isla de Java. 
El 5 de diciembre se inició la Operación Ryū Ichigō (竜一号作戦 Ryū Ichigō Sakusen?), los bombardeos sobre Calcuta en colaboración con el 98.º Sentai del Servicio Aéreo del Ejército.  

#### 1944
El 20 de enero comienzan las preparaciones para Operación Sa (サ号作戦 Sa gō Sakusen?) (ofensiva contra el transporte marítimo en el Índico). Sin embargo, tras la incursión aliada sobre Truk, el grupo es destinado el 27 de febrero con urgencia a Peleliu, en Palaos. Sin embargo, el destino se cancela en menos de una semana, retornado a Sumatra pero tras sufrir cambios drásticos en su organización. El escuadrón de bombarderos original es enviado a Peleliu para reorganizar al 755.º Kokutai aniquilado en las Marshall, pasando a ser renombrado el 4 de marzo de 1944 como el 706.º Escuadrón de ataque (攻撃第七〇六飛行隊 Kōgeki Dai Nana-Maru-Roku Hikōtai?). En cambio, al 705.º Kokutai recibe 24 bombarderos embarcados estacionados en Kutaraja y algunos cazas. Eran bombarderos Nakajima B5N, obsoletos con respecto al nuevo modelo Nakajima B6N. Con este cambio, la fuerza operativa de la unidad se redujo a la mitad, de 48 bombarderos a 24, siendo en realidad su fuerza efectiva de tan solo 12 aparatos hacia el 4 de marzo, cuando fueron transferidos bajo el mando de la Flota del Área Sudoeste. El 19 de marzo, y ante la constante presión aliada sobre las rutas de suministros japonesas, el personal de tierra que se dirigía a Peleliu para integrarse en el 706.º Hikōtai se ve forzado a regresar a Sabang. La situación empeora, y tras una incursión aérea sobre Kotaraja, comienza la evacuación del personal menos cualificado. 
A comienzos de junio, comienzan las preparaciones para el Operación A (あ号作戦 A Ichigō Sakusen?), el avance sobre Palaos. Sin embargo, el 30 de junio se cancela, quedando tan solo 4 bombarderos y 3 cazas operativos.  El 1 de octubre el 705.º "Kokutai" se disuelve, sin poder llegar a tomar parte en acciones a gran escala. . El personal queda aislado en la base de Sumatra sin suministros hasta el final de la guerra. 

### Grupo Aéreo Naval de Misawa (Segunda Generación)
El 1 de septiembre de 1944, es reorganizado como una unidad de entrenamiento (Yokaren), integrado dentro del 19.º Grupo Aéreo Combinado de Entrenamiento, pasando el 2 de marzo a formar parte del Distrito de Guardia de Ōminato.

## Organización

### Grupo Aéreo Naval de Misawa y 705.º Grupo Aéreo Naval

#### Comandantes
- Masao Sugawara Taisa  - (10 de febrero de 1942 - 9 de noviembre de 1942)
- Yasuo Konishi Taisa - (10 de diciembre de 1942 - 23 de mayo de 1944)
- Tarōhachi Shinoda Taisa - (24 de mayo de 1944 - 1 de octubre de 1944)

#### Unidad superior
- Distrito de Guardia de Ōminato (10 de febrero de 1942 - 31 de marzo de 1942)
- 26.ª Flotilla Aérea (1 de abril de 1942 - 31 de agosto de 1943) 
  - Renombrado como 705.º Grupo Aéreo Naval el 1 de noviembre de 1942.
- 25.ª Flotilla Aérea (1 de septiembre de 1943 - 14 de octubre de 1943)
- 28.ª Flotilla Aérea (15 de octubre de 1943 - 1 de octubre de 1944, disuelto) 
  - Todos los bombarderos medios transferidos al 706.º Escuadrón de ataque el 4 de marzo de 1944.

#### Aparatos
- Grupo Aéreo Naval de Misawa
  - Mitsubishi G4M

- 705.º Grupo Aéreo Naval
  - Mitsubishi G4M
  - Nakajima B5N
  - 1 aparato Nakajima B6N
  - Algunos Mitsubishi A6M Zero

### 706.º Escuadrón de ataque

#### Comandantes
- Fumio Iwaya Shōsa  - (4 de marzo de 1944 - 10 de junio de 1944, disuelto)

#### Unidad superior
- 755.º Grupo Aéreo Naval - (4 de marzo de 1944 - 10 de junio de 1944, disuelto)

#### Aparatos
- - Mitsubishi G4M

### Grupo Aéreo Naval de Misawa (Segunda Generación)

#### Comandantes
- Takeo Higo Taisa  - (1 de septiembre de 1944 - 30 de junio de 1945, disuelto)

#### Unidad superior
- 19.º Grupo Aéreo Combinado de Entrenamiento - (1 de septiembre de 1944 - 1 de marzo de 1945)
- Distrito de Guardia de Ōminato - (1 de marzo de 1945 - 30 de junio de 1945, disuelto)

#### Aparatos
Diferentes tipos de aparatos de entrenamiento.